# Johann Friedrich Barnstedt
Johann Friedrich Barnstedt (* 14. Juli 1750 in Verden (Aller); † 11. März 1839 in Delmenhorst, Großherzogtum Oldenburg) war ein deutscher Jurist, Gutsbesitzer und Bürgermeister von Delmenhorst.

## Leben
Barnstedt war der Sohn von Carl Friedrich Barnstedt (1717–1778) und dessen zweiter Ehefrau Johanna Juliane Auguste geb. Koch. Er studierte Rechtswissenschaft und war anschließend als Jurist am Landgericht und beim Stadtmagistrat von Delmenhorst tätig. Ab 1779 führte er den Titel eines Kammerassessors. Als er später das Gut Holzkamp erworben hatte, zog er sich von seinen juristischen Tätigkeiten zurück und betrieb hauptsächlich Landwirtschaft. 1794 legte er sein Mandat vollständig nieder. Da keiner seiner Söhne den Betrieb übernehmen wollte, verkaufte Barnstedt das Gut 1809 wieder und siedelte sich erneut in Delmenhorst an. Als Anfang 1811 das Herzogtum Oldenburg vom Französischen Kaiserreich annektiert wurde, wurde Barnstedt von der französischen Administration zum Maire Adjoint in Delmenhorst ernannt. Diese Stellung behielt er bis zur Rückkehr Peters I. im November 1813 und fungierte bis zum Ende der provisorischen Verwaltung am 1. Oktober 1814 dann weiter als provisorischer Bürgermeister. Ab dem 1. Oktober führte Barnstedt dann auch offiziell als wirklicher Bürgermeister den Stadtmagistrat. Im November 1825 trat er in den Ruhestand, der ihm vorher wegen Missständen in der Verwaltung nahegelegt worden war.

## Familie
Barnstedt war zweimal verheiratet. In erster Ehe heiratete er Marie Luise Brandt und in zweiter Ehe Caroline Friederike Agnese Hüpeden (1769–1837). Aus diesen Ehen entstanden 8 Kinder, von denen der Sohn August (1793–1865) Oberjustizrat in Oberstein und der Sohn Anton Barnstedt (1799–1872) Regierungspräsident des Fürstentums Lübeck wurde.